# Villegusien-le-Lac
Villegusien-le-Lac es una comuna nueva francesa situada en el departamento de Alto Marne, de la región de Gran Este.

## Historia
Fue creada el 1 de enero de 2016, en aplicación de una resolución del prefecto de Alto Marne de 27 de noviembre de 2015 con la unión de las comunas de Heuilley-Cotton y Villegusien-le-Lac, pasando a estar el ayuntamiento en la antigua comuna de Villegusien-le-Lac.

## Demografía
| Gráfica de evolución demográfica de Villegusien-le-Lac entre 1800 y 2014 |
|                                                                          |

Los datos entre 1800 y 2014 son el resultado de sumar los parciales de las dos comunas que forman la nueva comuna de Villegusien-le-Lac , cuyos datos se han cogido de 1800 a 1999, para las comunas de Heuilley-Cotton y Villegusien-le-Lac de la página francesa EHESS/Cassini. Los demás datos se han cogido de la página del INSEE.

## Composición
| Comuna delegada    | Código INSEE | Población (2013) | Superficie (km²) | Densidad (hab./km²) |
| ------------------ | ------------ | ---------------- | ---------------- | ------------------- |
| Heuilley-Cotton    | 52239        | 279              | 10.09            | 28                  |
| Villegusien-le-Lac | 52529        | 717              | 29.94            | 24                  |